# Isabel Juan Vilagrasa
Isabel Juan Vilagrasa (¿Valencia?, mediados del siglo XVII - ¿Valencia?, siglo XVIII), hija de Jerónimo Vilagrasa y viuda de Francisco Mestre, fue una impresora valenciana.
Un libro conocido impreso a su nombre es Escala Mistica, y Estimvlo de Amor Divinov donde se lee «Con licencia, en Valencia, por Isabel Iuan Vilagrasa, junto al molino de Rovella, Año 1675». Según Serrano y Morales se supone que por esa fecha hubo de efectuarse el matrimonio en segundas nupcias de Isabel Juan con Francisco Mestre, con quien utilizaría de forma conjunta el colofón «Herederos de Jerónimo Villagrasa». Hacia 1681 se le concedió a Isabel Juan el privilegio exclusivo de imprimir y vender las Doctrinas Cristianas y demás libros en un privilegio otorgado por Carlos II a la iglesia de San Miguel en 11 de abril de 1684 y durante 10 años.
Tras quedarse viuda continuó al frente del taller como «Viuda de Francisco Mestre» hasta que lo traspasó en 1710 a Juan González. El último dato que se tiene de Isabel Juan Vilagrasa la documenta viviendo en la calle de la Merced tras probablemente el traspaso de la imprenta.